# Perzsa onager
A perzsa onager (Equus hemionus onager) az emlősök (Mammalia) osztályának a páratlanujjú patások (Perissodactyla) rendjébe, ezen belül a lófélék (Equidae) családjába tartozó ázsiai vadszamár (Equus hemionus) egyik alfaja, amely Irán területén őshonos.

## Előfordulása
A perzsa onager a hegyi puszták, félsivatagok és sivatagos síkságok lakója.
Legnagyobb populációja az iráni Khar Turan Nemzeti Parkban található.

## Megjelenése
Átlagos magassága 1,5 méter, testhossza 2 méter, testtömege 250 kilogrammot. Kisebb mint a többi alfaj.

## Életmódja
Növényevő, füvekkel, bokrokkal, és a lombozattal táplálkozik.
Gyors futó, de néha áldozatául esik medvéknek, farkasfalkának, vadkutyáknak, hiúzoknak és leopárdoknak, a tigris is megtámadja. Füvet eszik. Az ember kizárólagos farmokon tenyészti. Régen a nomád népeknek fontos állata volt. A törzs, ha letelepedett, a bőréből sátrat, ruhát készítettek. A hátán terhet hordattak. Húsát megették és igavonásra is használták az állatot. Tartása egészen a 16. századig fennmaradt. Mára védett, mert orvvadászok vadásznak rá. A perzsa onager legtöbb példánya Iránban él, innen ered a neve. Perzsa nyelven: dzsomki gtzuilmew, melynek jelentése gyors futó. [forrás?]

## Szaporodása
365-368 nap vemhességi idő után hozza világra, általában egy utódját.

## Természetvédelmi helyzete
A Természetvédelmi Világszövetség veszélyeztetettnek tartja nyilván, mivel nem áll messze a kihalástól. Jelenleg a húsáért és bőréért való orvvadászat, illetve a házi jószágokkal való versengés és az aszály jelentik a legnagyobb veszélyt az alfajra.

## Fordítás
- Ez a szócikk részben vagy egészben  a   Persian onager című angol Wikipédia-szócikk fordításán alapul.  Az eredeti cikk szerkesztőit annak laptörténete sorolja fel. Ez a jelzés csupán a megfogalmazás eredetét és a szerzői jogokat jelzi, nem szolgál a cikkben szereplő információk forrásmegjelöléseként.